# Campylomormyrus tamandua
Campylomormyrus tamandua es una especie de pez elefante eléctrico perteneciente al género Campylomormyrus en la familia Mormyridae presente en varias cuencas hidrográficas de África, con un amplio rango de distribución en el centro y oeste del continente, incluyendo los ríos Congo, Níger, Volta, Ogun y la cuenca del Chad. Es nativa de la República Democrática del Congo, Benín, Burkina Faso, Camerún, la región del Congo, la República Centroafricana, Chad, Costa de Marfil, Ghana, Guinea, Mali, Níger, Nigeria y Zambia; y puede alcanzar un tamaño aproximado de 43,0 cm.

## Estado de conservación
Respecto al estado de conservación, se puede indicar que de acuerdo a la IUCN, esta especie puede catalogarse en la categoría «Preocupación menor (LC)».